# آنا سوفیا برگلوند
آنا سوفیا برگلوند (انگلیسی: Anna Sophia Berglund؛ زادهٔ ۵ آوریل ۱۹۸۶) یک هنرپیشه اهل ایالات متحده آمریکا است.
او در فیلم ایستگاه فضایی ۷۶ بازی کرده‌است.